# St. Paul's (stanice metra v Londýně)
St. Paul's je stanice metra v Londýně, otevřená 30. července 1900 jako Post Office. V roce 1937 stanice dostala již současné jméno. Stanice je vybavena eskalátory a výtahy. Blízko stanice je Museum of London. Autobusovou dopravu obsluhují linky: 4, 8, 25, 56, 100, 172, 242, 521 a noční linka N8. Stanice se nachází v přepravní zóně 1 a leží na lince:
- Central Line mezi stanicemi Chancery Lane a Bank.

| Rok  | Počet cestujících |
| ---- | ----------------- |
| 2011 | 17,08 mil         |
| 2012 | 15,05 mil         |
| 2013 | 16,44 mil         |
| 2014 | 17,54 mil         |